# Rosalind von Schirach
Rosalind von Schirach (nascida a 21 de abril de 1898, em Berlim – 1981 em Munique) foi uma cantora de ópera alemã, conhecida principalmente como uma soprano lírico.
A partir de 1920 a 1925, ela apresentou-se sob o pseudónimo de Rosa Lind na Ópera de Leipzig. De 1925 a 1928, ela se apresentou como Rosa Lind como uma soprano de coloratura no Teatro Nacional de Mannheim. Mais tarde, de 1930 a 1935 no Deutsche Oper Berlin, ela atuava como uma soprano lírico sob o seu nome Rosalind von Schirach. Ela se apresentou no Royal Opera House em Londres em 1935.
Ela era a filha do director de teatro Carl von Schirach e a sua esposa americana Emma Middleton Lynah Tillou, que era um membro da família Schirach nobre dos sorábios. O seu irmão foi o Nazista, líder de jovens Baldur von Schirach; Rosalind von Schirach não compartilhava de pontos de vista do seu irmão Nazista , e a sua carreira entrou em declínio durante a era Nazista.